# Żerdź wiertnicza

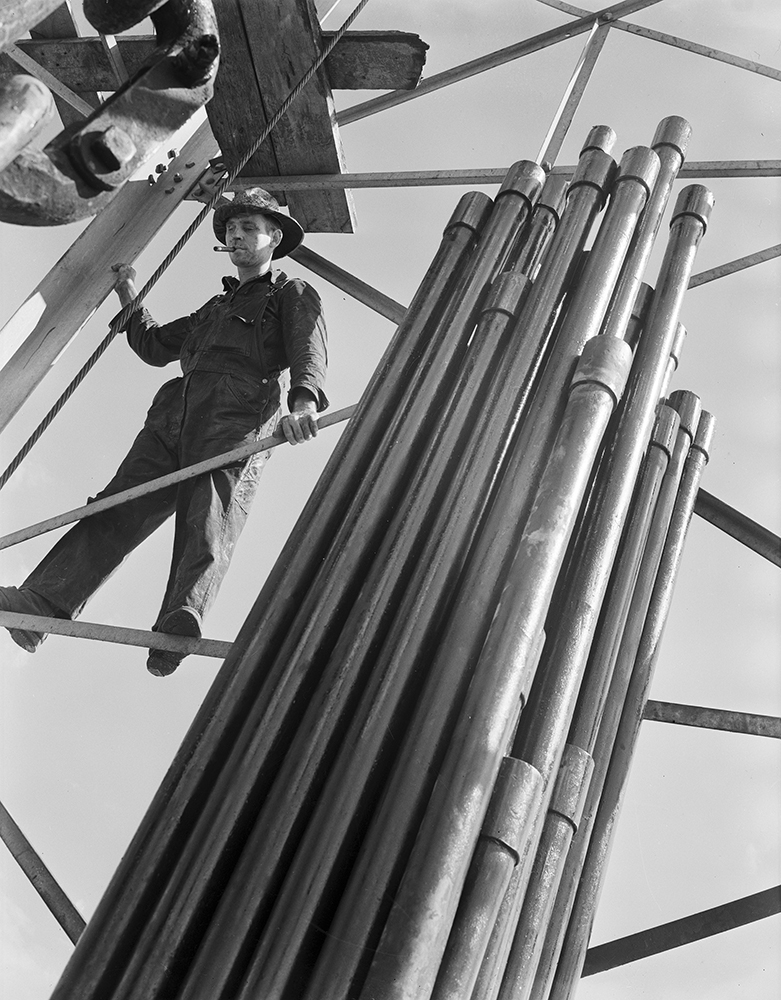
Żerdzie wiertnicze

Żerdź wiertnicza – podłużna rura długości od 3 do 6 metrów, stosowana przy wierceniach.
Żerdzie mają za zadanie przedłużanie całego przewodu wiertniczego. W żerdziach stosowane są gwinty typu stożkowego. Żerdź jest bezpośrednio wkręcana do graniatki, montuje się je przy pomocy metalowej linki zakończonej specjalnym uchwytem. Między innymi poprzez nią przepływa płuczka wiertnicza. Żywotność żerdzi waha się od 3000 do 5000 motogodzin.